# Cavaglio-Spoccia
Cavaglio-Spoccia (piemontiul: Cavaj e Spòcia) település Olaszországban. Lakosainak száma 265 fő (2018. január 1.). Cavaglio-Spoccia Cannobio, Cursolo-Orasso, Falmenta, Gurro, Brissago és Centovalli községekkel határos.

## Népesség
A település népességének változása:

| 2017 | 262 |
| 2018 | 265 |